# Liste der Monuments historiques in Amance (Meurthe-et-Moselle)
Die Liste der Monuments historiques in Amance führt die Monuments historiques in der französischen Gemeinde Amance auf.

## Liste der Immobilien
| Bezeichnung             | Beschreibung           | Standort              | Kennzeichnung | Schutzstatus | Datum | Bild           |
| ----------------------- | ---------------------- | --------------------- | ------------- | ------------ | ----- | -------------- |
| Kirche St-Jean-Baptiste | ab dem 15. Jahrhundert | Rue Saint-Jean (Lage) | PA00105989    | Classé       | 1919  | weitere Bilder |

## Liste der Objekte
| Bezeichnung | Beschreibung                                                          | Standort                              | Kennzeichnung | Schutzstatus | Datum | Bild |
| ----------- | --------------------------------------------------------------------- | ------------------------------------- | ------------- | ------------ | ----- | ---- |
| Pietà       | Stein, Ende des 16. Jahrhunderts, modern farbig gefasst und vergoldet | in der Kirche St-Jean-Baptiste (Lage) | PM54000007    | Classé       | 1978  |      |
| Taufbecken  | Stein, 15. Jahrhundert                                                | in der Kirche St-Jean-Baptiste (Lage) | PM54000006    | Classé       | 1908  |      |